# Eotetranychus haikowensis
Eotetranychus haikowensis är en spindeldjursart som beskrevs av Ma, Yuan och Lin 1979. Eotetranychus haikowensis ingår i släktet Eotetranychus och familjen Tetranychidae. Inga underarter finns listade i Catalogue of Life.